# Referendum in Ungheria del 2008
Il referendum in Ungheria del 2008 si è tenuto in Ungheria il 9 marzo 2008 sulla revoca di alcune tasse mediche e scolastiche  Le proposte avrebbero annullato le riforme del governo che avevano introdotto tariffe per le visite mediche e per il numero di giorni trascorsi in ospedale, nonché le tasse scolastiche per l'istruzione superiore. Tutti e tre i quesiti furono approvati dalla maggioranza degli elettori. Il primo ministro Ferenc Gyurcsány dichiarò che le tasse sarebbero state abolite il 1º aprile 2008 a seguito del referendum, ma che il governo non aveva fondi disponibili per sostituire il mancato gettito per gli istituti di istruzione superiore e le istituzioni sanitarie a causa dell'abolizione delle tasse.

## Contesto

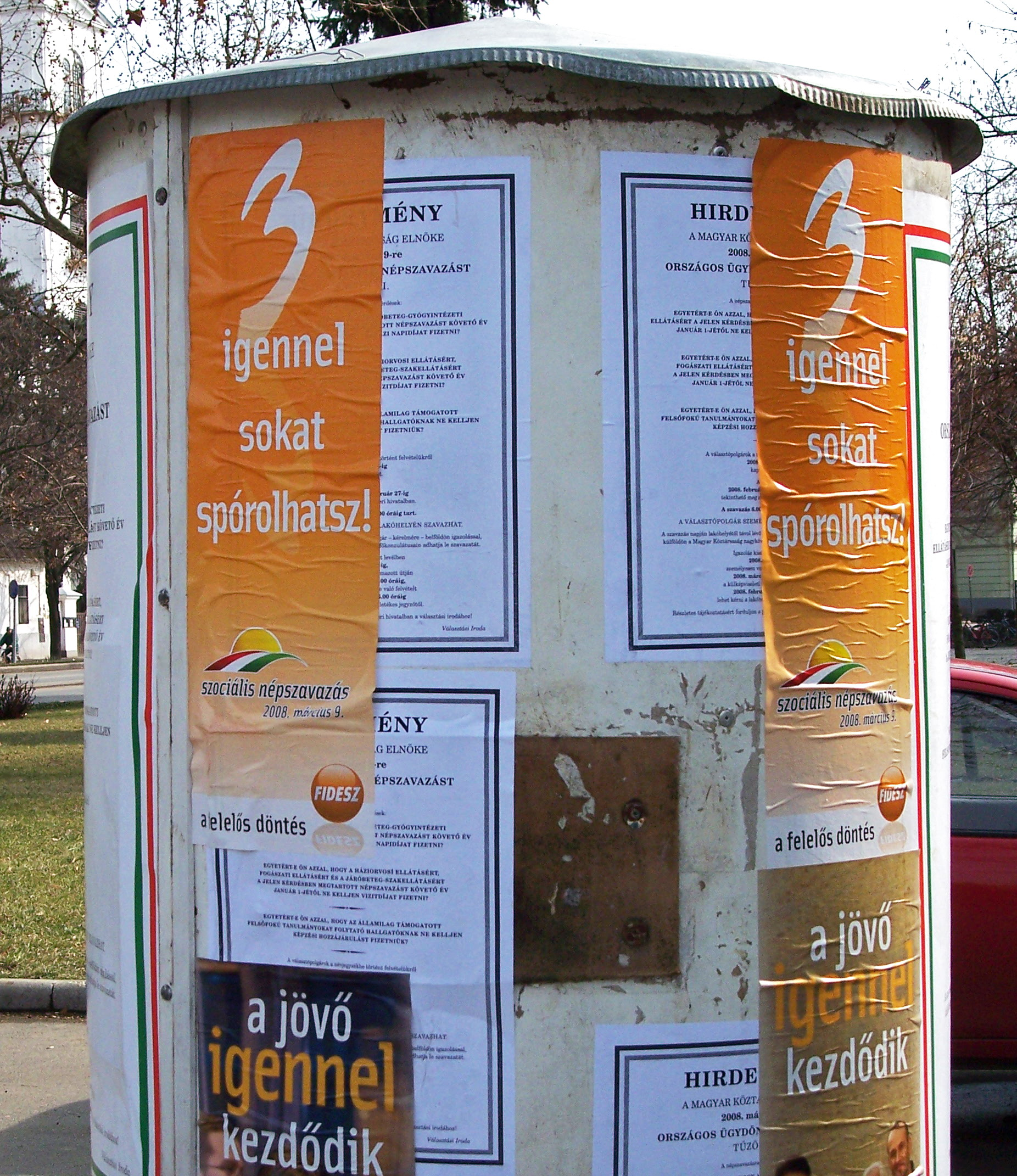
Manifesti di Fidesz al referendum sull'abolizione delle tasse ungheresi del 2008.

Il referendum è stato avviato dal partito di opposizione Fidesz contro il Partito Socialista Ungherese (MSZP) al governo. La procedura per il referendum è iniziata il 23 ottobre 2006, quando Viktor Orbán, il leader di Fidesz – Unione Civica Ungherese ha annunciato che avrebbe depositato sette quesiti all'Ufficio Nazionale Elettorale, di cui tre (sull'abolizione del ticket, delle tasse giornaliere e delle tasse universitarie) sono state ufficialmente approvate il 17 dicembre 2007 e convocate il 24 gennaio 2008. Si presumeva probabile che il referendum sarebbe passato, ma era incerto se l'affluenza sarebbe stata abbastanza alta da renderlo valido; sondaggi indicavano circa il 40% di affluenza con l'80% a favore dell'annullamento delle tre riforme.
Per essere valido, il referendum richiedeva che almeno il 25% dei circa 8 milioni di aventi diritto votasse a favore di una delle opzioni.

## Quesiti
1. Sei d'accordo che l'assistenza ospedaliera dovrebbe essere esentata dalle spese ospedaliere giornaliere a partire dal 1º gennaio dell'anno successivo allo svolgimento del referendum sulla presente questione?[1]
2. Sei d'accordo che le cure del medico di famiglia, le cure odontoiatriche e le cure speciali ambulatoriali debbano essere esentate dalle spese di consultazione a partire dal 1º gennaio dell'anno successivo allo svolgimento del referendum sulla presente questione?[1]
3. Sei d'accordo sul fatto che gli studenti dell'istruzione superiore sovvenzionata dallo stato dovrebbero essere esentati dalle tasse universitarie?[1]

## Risultati

### Quesito I
| Scelta                                               | voti      | %    |
| ---------------------------------------------------- | --------- | ---- |
| Per                                                  | 3.385.981 | 84.1 |
| Contro                                               | 640.936   | 15.9 |
| Voti non validi/vuoti                                | 32.268    | –    |
| Totale                                               | 4.059.185 | 100  |
| Elettori registrati/affluenza alle urne              | 8,040,125 | 50,5 |
| Fonte: Nohlen & Stöver, Ufficio elettorale nazionale |           |      |

### Quesito II
| Scelta                                               | voti      | %    |
| ---------------------------------------------------- | --------- | ---- |
| Per                                                  | 3.321.313 | 82,4 |
| Contro                                               | 708.283   | 17.6 |
| Voti non validi/vuoti                                | 29.605    | –    |
| Totale                                               | 4.059.201 | 100  |
| Elettori registrati/affluenza alle urne              | 8,040,125 | 50,5 |
| Fonte: Nohlen & Stöver, Ufficio elettorale nazionale |           |      |

### Quesito III
| Scelta                                               | voti      | %    |
| ---------------------------------------------------- | --------- | ---- |
| Per                                                  | 3.309.616 | 82.2 |
| Contro                                               | 715.642   | 17.8 |
| Voti non validi/vuoti                                | 33.863    | –    |
| Totale                                               | 4.059.121 | 100  |
| Elettori registrati/affluenza alle urne              | 8,040,125 | 50,5 |
| Fonte: Nohlen & Stöver, Ufficio elettorale nazionale |           |      |

### Affluenza
Il giorno del referendum sono stati riportati i seguenti dati di affluenza:
| Tempo          | %     |
| -------------- | ----- |
| Entro le 07:00 | 1.13  |
| Entro le 09:00 | 7.66  |
| Entro le 11:00 | 18.69 |
| Entro le 13:00 | 26.92 |
| Entro le 15:00 | 35.71 |
| Entro le 17:30 | 46.34 |
| Entro le 19:00 | 50.48 |

La votazione era possibile tra le 6:00 e le 19:00. I risultati ufficiali hanno mostrato che i voti necessari sono stati raggiunti, con un'affluenza di oltre il 50% (superiore a quanto previsto dai sondaggi).

## Conseguenze
La coalizione MSZP- SZDSZ ha subito una pesante sconfitta. Dopo che il primo ministro Ferenc Gyurcsány intendeva chiedere le dimissioni il ministro della Sanità Ágnes Horváth (SZDSZ), il rapporto tra le due parti si è deteriorato in modo permanente. Il 31 marzo 2008, vari disaccordi relativi alla riforma tra MSZP e SZDSZ hanno portato il leader SZDSZ János Kóka ad annunciare che il suo partito avrebbe lasciato la coalizione entro il 1º maggio 2008. Ciò significava anche che l'MSZP formò il primo governo di minoranza in Ungheria dalla fine del comunismo, sostenuto esternamente dall'SZDSZ.